# Avantos e Romeu
Avantos e Romeu (oficialmente, União das Freguesias de Avantos e Romeu) é uma freguesia portuguesa do município de Mirandela, com 27,41 km² de área e 341 habitantes (censo de 2021). A sua densidade populacional é 12,4 hab./km².
A freguesia destaca-se pela longevidade da sua liderança local, com um presidente de junta há 46 anos.

## História
Foi constituída em 2013, no âmbito de uma reforma administrativa nacional, pela agregação das antigas freguesias de Avantos e Romeu.

## Demografia
A população registada nos censos foi:
| Distribuição da População por Grupos Etários | Distribuição da População por Grupos Etários | Distribuição da População por Grupos Etários | Distribuição da População por Grupos Etários | Distribuição da População por Grupos Etários | Distribuição da População por Grupos Etários |
| -------------------------------------------- | -------------------------------------------- | -------------------------------------------- | -------------------------------------------- | -------------------------------------------- | -------------------------------------------- |
| Antes da agregação                           |                                              |                                              |                                              |                                              |                                              |
| Ano                                          | 0-14 anos                                    | 15-24 anos                                   | 25-64 anos                                   | >= 65 anos                                   | Total                                        |
| 2001                                         | 53                                           | 50                                           | 211                                          | 110                                          | 424                                          |
| 2011                                         | 29                                           | 26                                           | 168                                          | 153                                          | 376                                          |
| Após a agregação                             |                                              |                                              |                                              |                                              |                                              |
| Ano                                          | 0-14 anos                                    | 15-24 anos                                   | 25-64 anos                                   | >= 65 anos                                   | Total                                        |
| 2021                                         | 22                                           | 15                                           | 111                                          | 193                                          | 341                                          |

## Povoações
- Avantos
- Jerusalém do Romeu
- Pousadas
- Romeu
- Vale de Couço
- Vimieiro